# Barnamellű kárókatona
A barnamellű kárókatona (Phalacrocorax fuscicollis) a madarak (Aves) osztályának a szulaalakúak (Suliformes) rendjébe, ezen belül a kárókatonafélék (Phalacrocoracidae) családjába tartozó faj.
A magyar név forrással nem megerősített, lehet, hogy a német név tükörfordítása (Braunwangenscharbe).

## Előfordulása
Banglades, Bhután, Kambodzsa, India, Mianmar, Pakisztán, Srí Lanka, Thaiföld és Vietnám területén honos.

## Megjelenése
Testhossza 63 centiméter.
|  |